# バルトロメ・エステバン・ムリーリョ
バルトロメ・エステバン・ペレス・ムリーリョ（Bartolomé Esteban Perez Murillo, 1617年12月31日 - 1682年4月3日）は、バロック期のスペインの画家。17世紀のスペイン黄金時代美術の歴史を代表する画家である。
「ムリーリョ」は「ムリリョ」とも表記する。甘美な聖母像や、愛らしい子どもの絵を数多く手がけた。

## 経歴

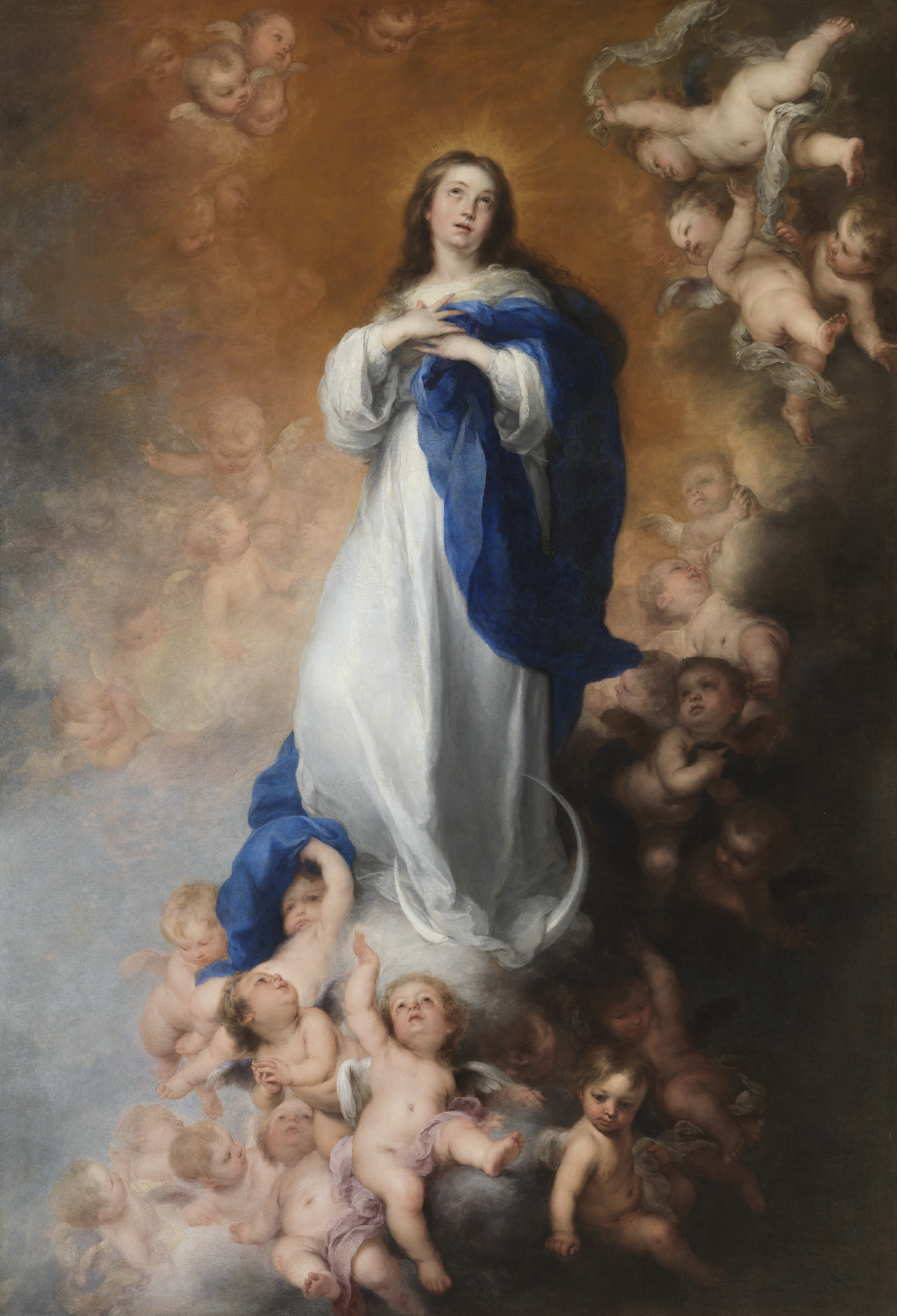
『ベネラブレスの無原罪の御宿り』1660-1665年 (または1678年頃)。プラド美術館所蔵。

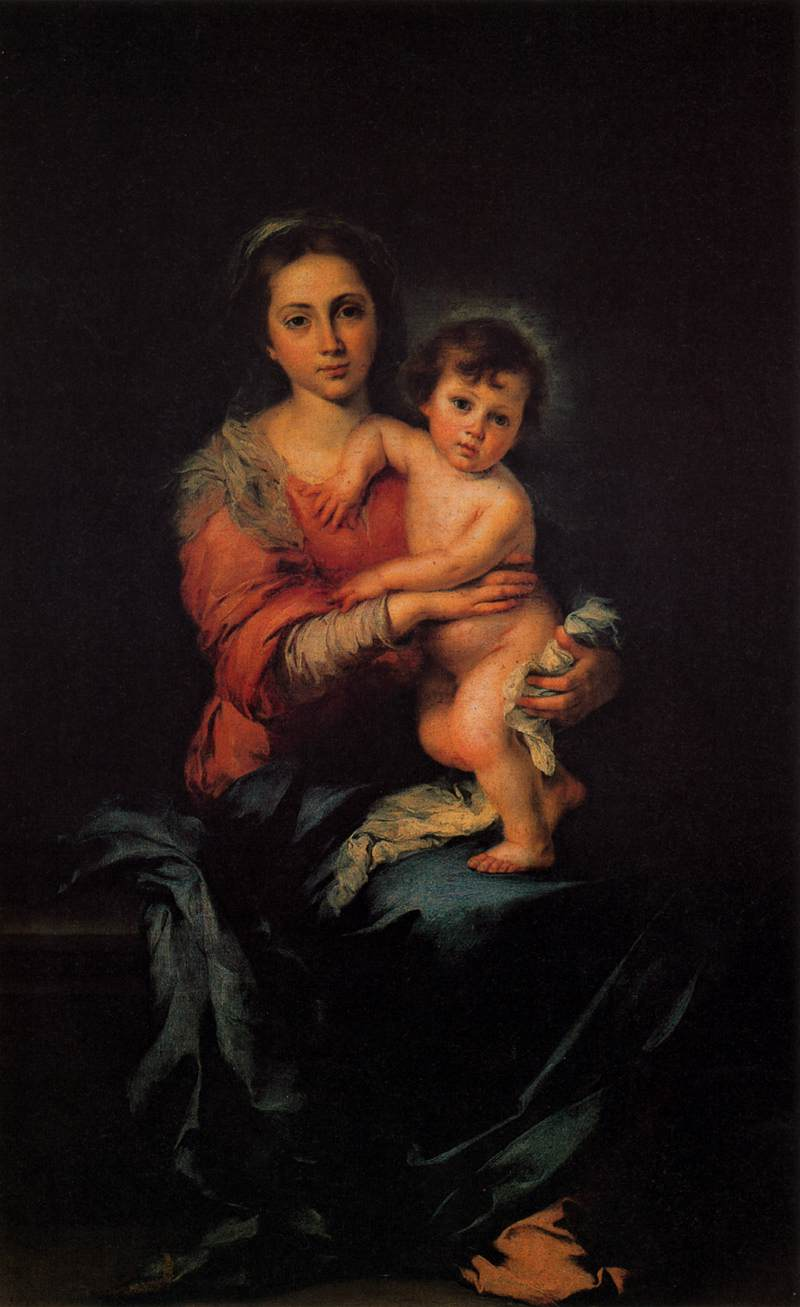
『聖母子』1655年-1660年頃。ピッティ宮殿所蔵。

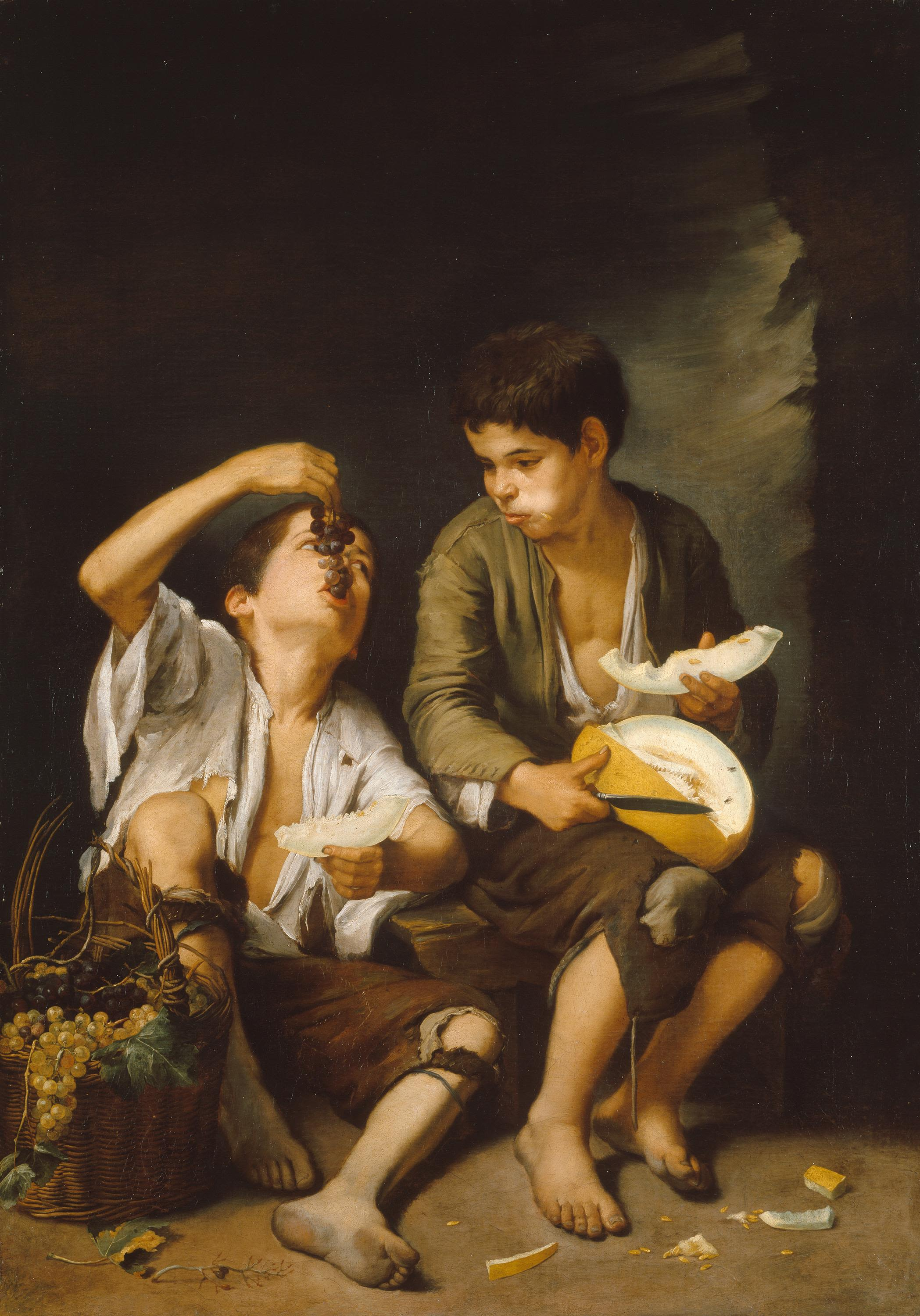
『ブドウとメロンを食べる子供たち』1645年-1650年。アルテ・ピナコテーク所蔵。

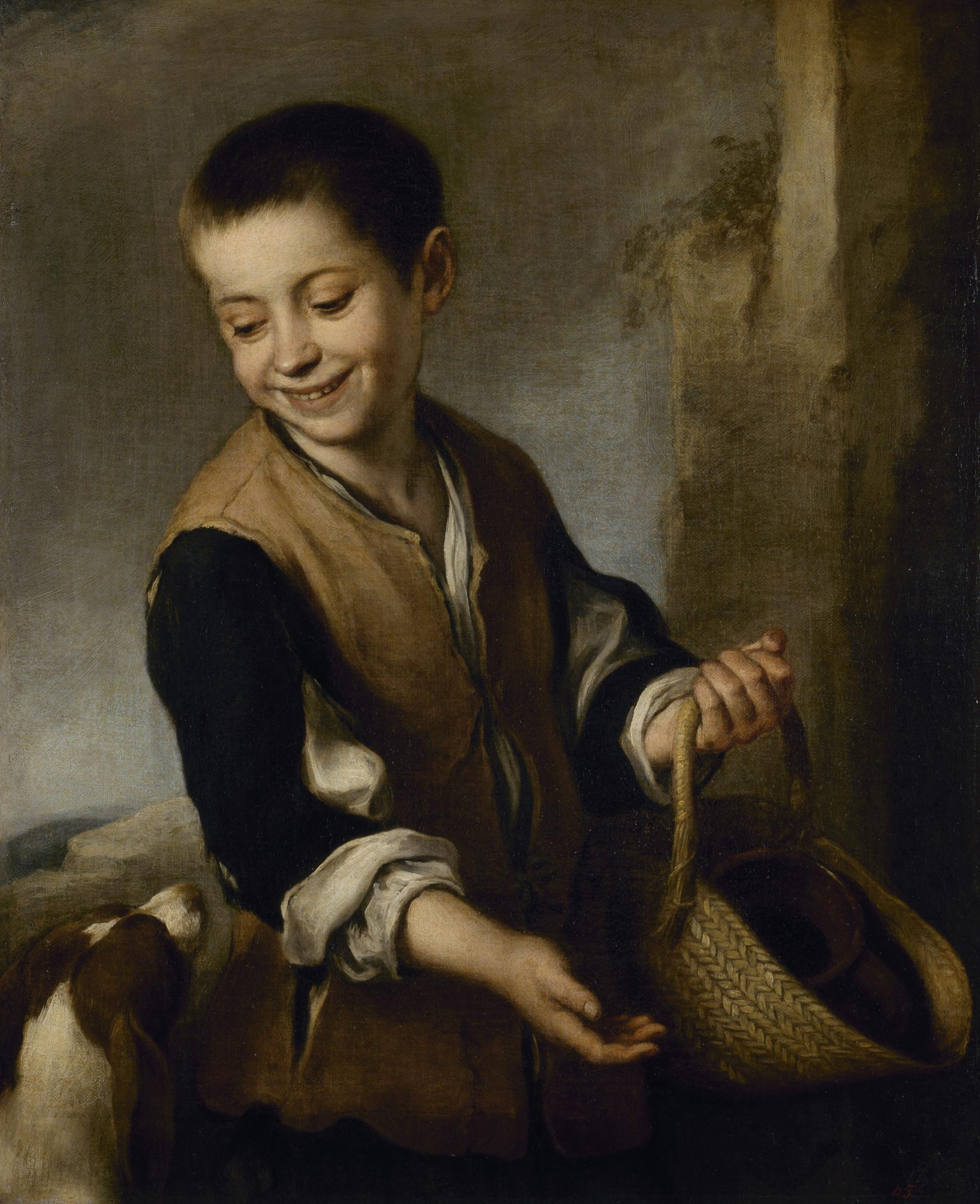
『犬を連れた少年』1655年-1660年。エルミタージュ美術館所蔵。

1618年、スペイン南部のセビーリャに民間医師の子として生まれる。14人兄弟の末子で、幼い頃に両親を亡くし、姉夫婦のもとで育てられたというが、その名声に比して伝記の細かい部分には不明点が多い。1645年には最初の大規模な注文である、セビーリャのフランシスコ会修道院の装飾事業を手掛けた。1659年までフアン・デル・カスティーリョの元で修業を積んだ。一時期マドリードに移住したという説とこれを否定する説とがあり、マドリードに移住したとされる時期についても諸説があるが、いずれにしても生涯の大部分をセビーリャ周辺で過ごしている。1682年にカディス（セビーリャ南方の海辺の町）の修道院で制作中、足場から転落したことが原因で死去したという。

## 画風
初期はテネブリスモを中心とした様式であった。1650年代以降、フランシスコ・エレーラ (子)の影響により、作品に色彩豊かな表現が見られるようになった。スティロ・バポローソ（薄もやの様式）と称される、画面全体が薄もやに覆われたような夢幻的な作風は、1670年頃からの晩年の作品に顕著である。
聖母マリアの純潔性を表した『無原罪の御宿り』を題材とした絵を何枚か残している。特にセビーリャ美術館に所蔵されている『フランシスコ会士たちの無原罪の御宿り』の、夢見る乙女のようなマリア像と彼女を取り巻く可憐な小天使たちのイメージは、次の世紀のロココ美術を先取りしている感がある。疫病で亡くしてしまった自分の子供達を愛しむかのように、子供を描いた絵も多数残している。ぼろをまとった貧しい少年たちをありのままに描いた風俗画にも傑作がある。彼は子供を次々と5人もペスト等で亡くし、6人目の娘も耳が聴こえなかったため、その娘を思い最高傑作の無原罪の御宿りを描いた。

## 代表作
- 『乞食の少年』1645年 - 1650年（ルーヴル美術館）[4]
- 『ブドウとメロンを食べる子供たち』1645年 - 1650年（アルテ・ピナコテーク）
- 『 聖母子』1650年 - 1660年頃（ピッティ美術館）
- 『ロザリオの聖母』1650年 - 1655年頃（プラド美術館）
- 『犬を連れた少年』1655年 - 1660年（エルミタージュ美術館）
- 『善き羊飼い』1655年 - 1660年頃（プラド美術館）
- 『エル・エスコリアルの無原罪の御宿り』1660年 - 1665年（プラド美術館）
- 『フランシスコ会士たちの無原罪の御宿り』1668年（セビーリャ美術館）
- 『貝殻の子供たち』1670年（プラド美術館）
- 『アランフエスの無原罪の御宿り』1675年頃（プラド美術館）
- 『ベネラブレスの無原罪の御宿り』1660年 - 1665年（または1678年頃）（プラド美術館）

## ギャラリー

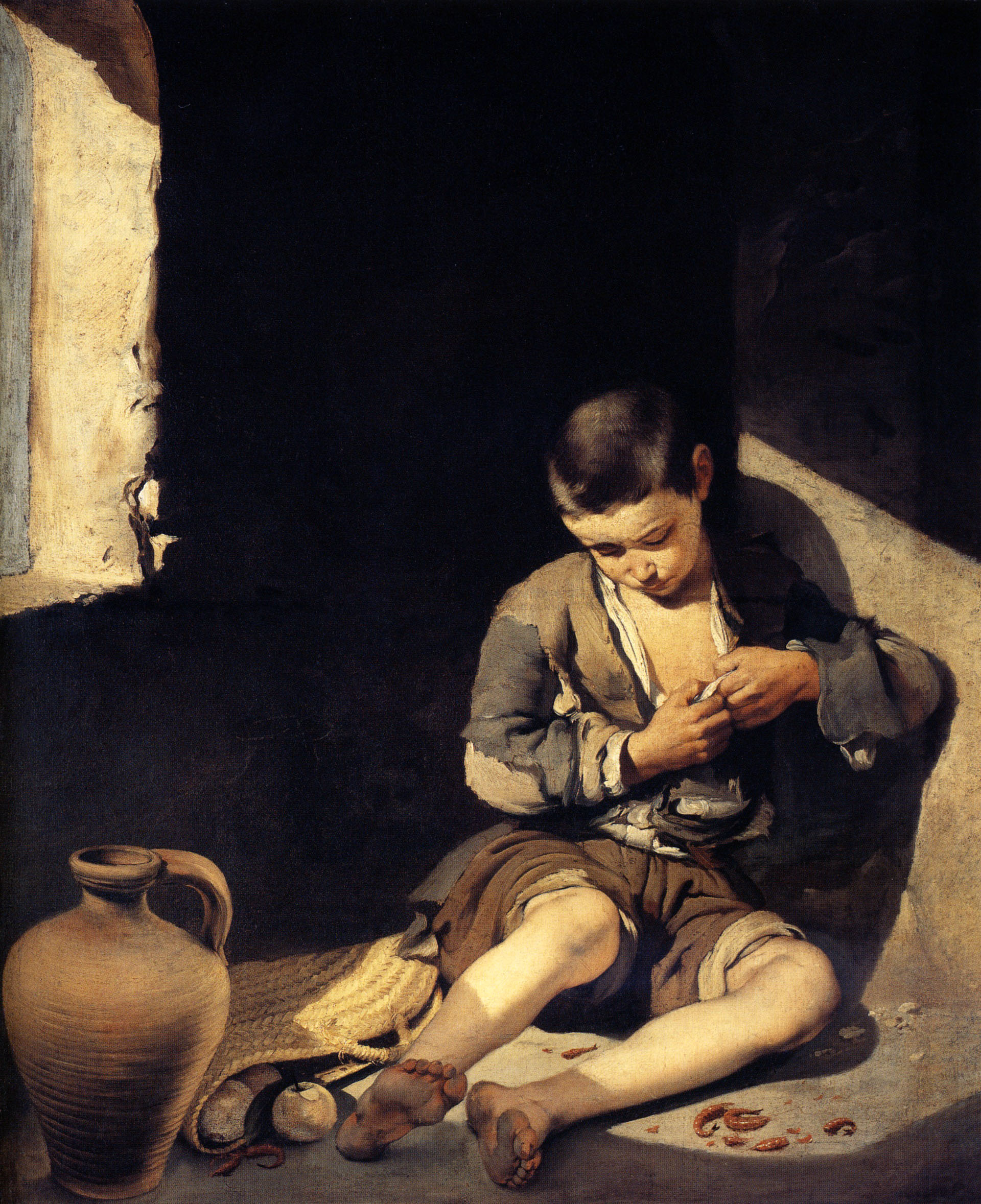
『乞食の少年』1640年-1650年頃 ルーヴル美術館所蔵
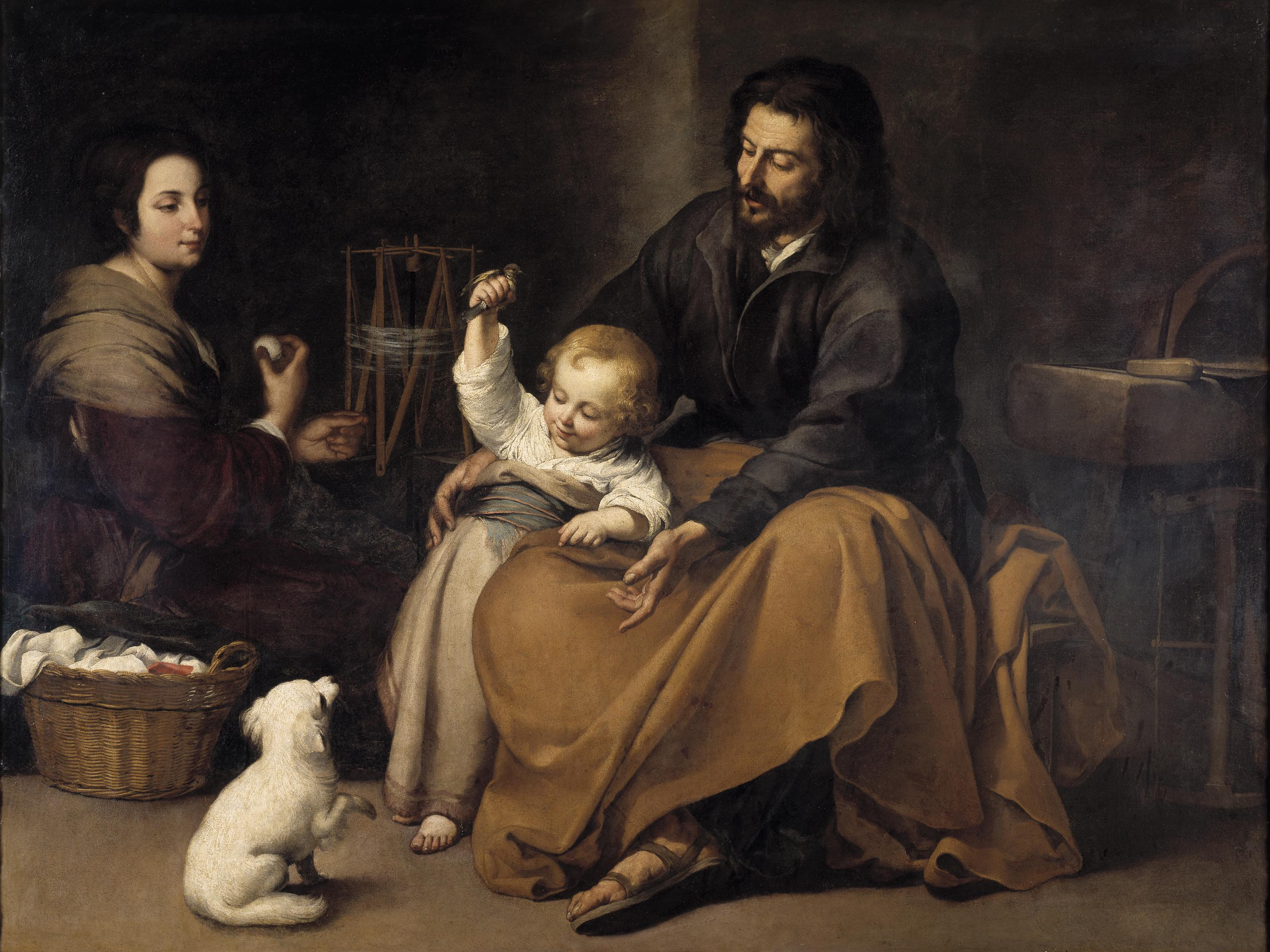
『小鳥のいる聖家族』1650年頃 プラド美術館所蔵
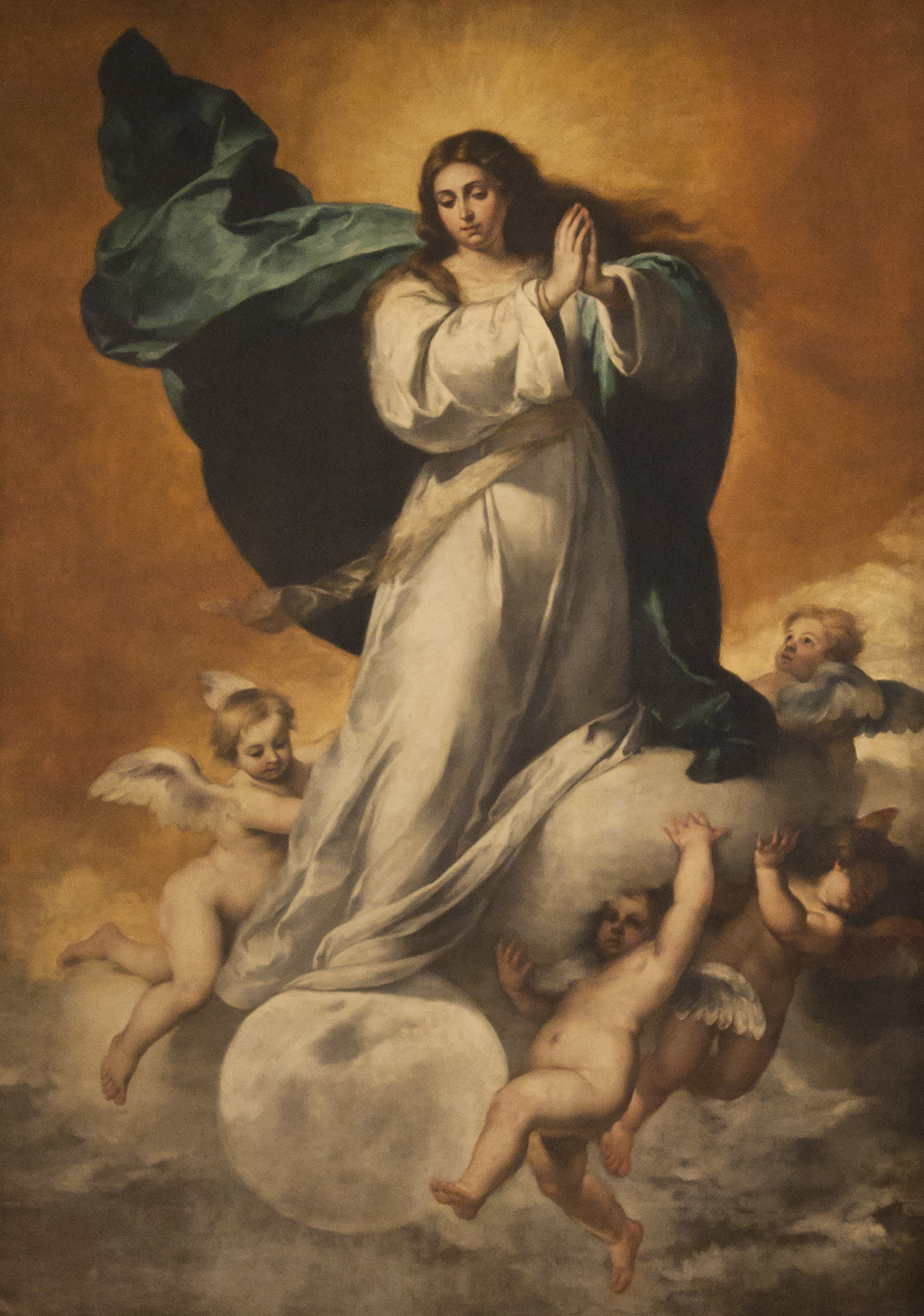
『フランシスコ会士たちの無原罪の御宿り』1650年頃 セビーリャ美術館所蔵
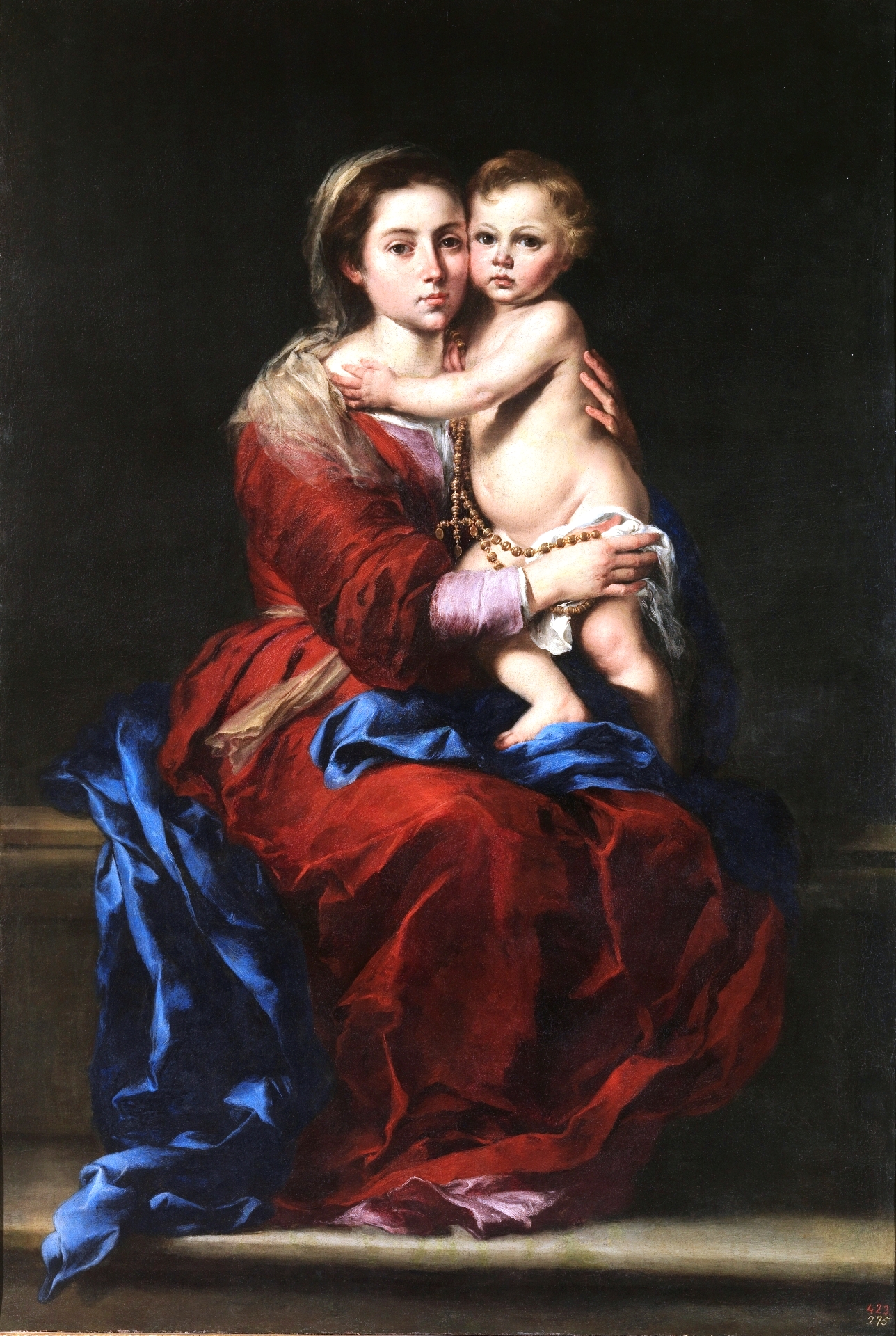
『ロザリオの聖母』1650年-1655年頃 プラド美術館所蔵
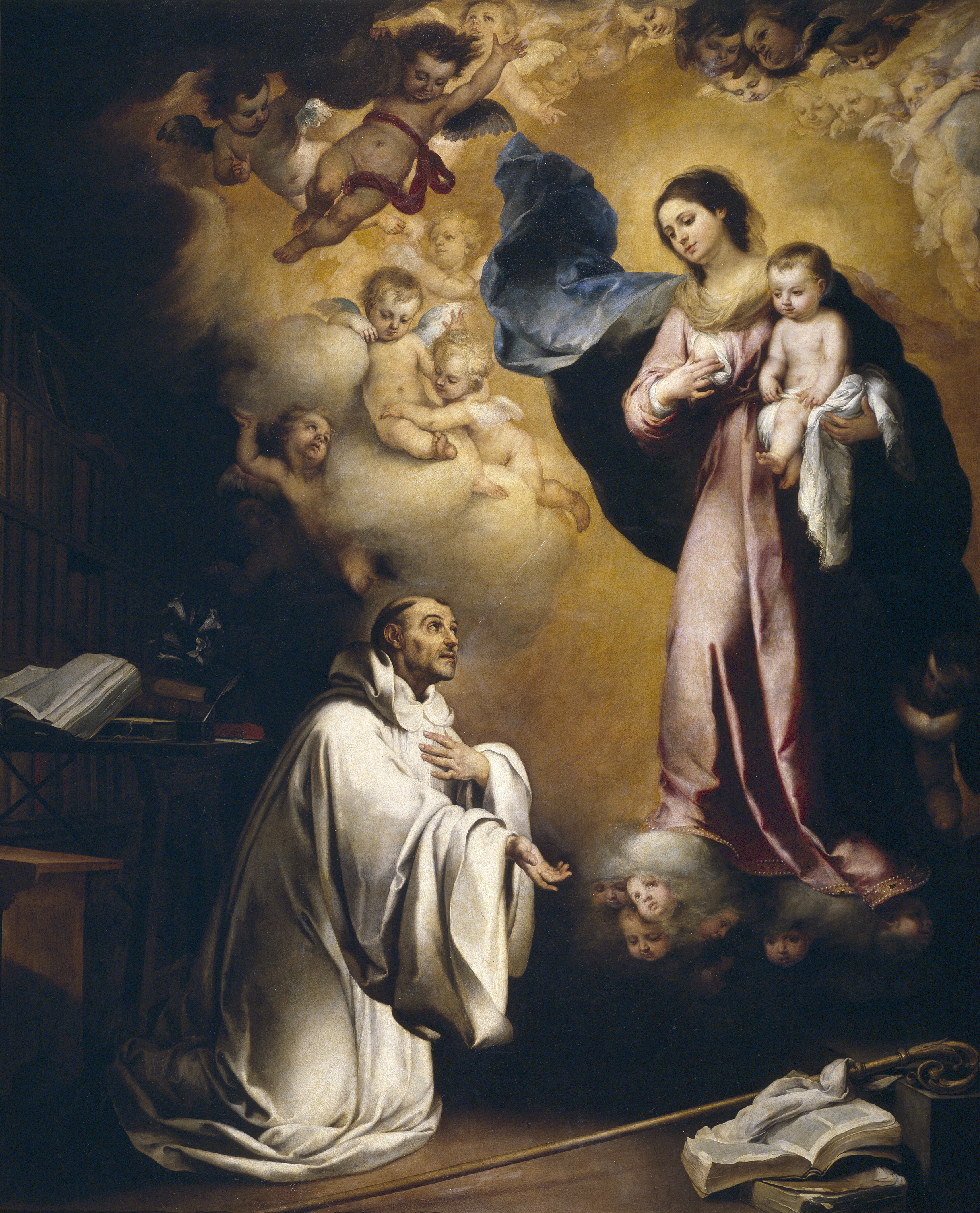
『聖母の聖ベルナルドゥスへの顕現』1655年頃 プラド美術館所蔵
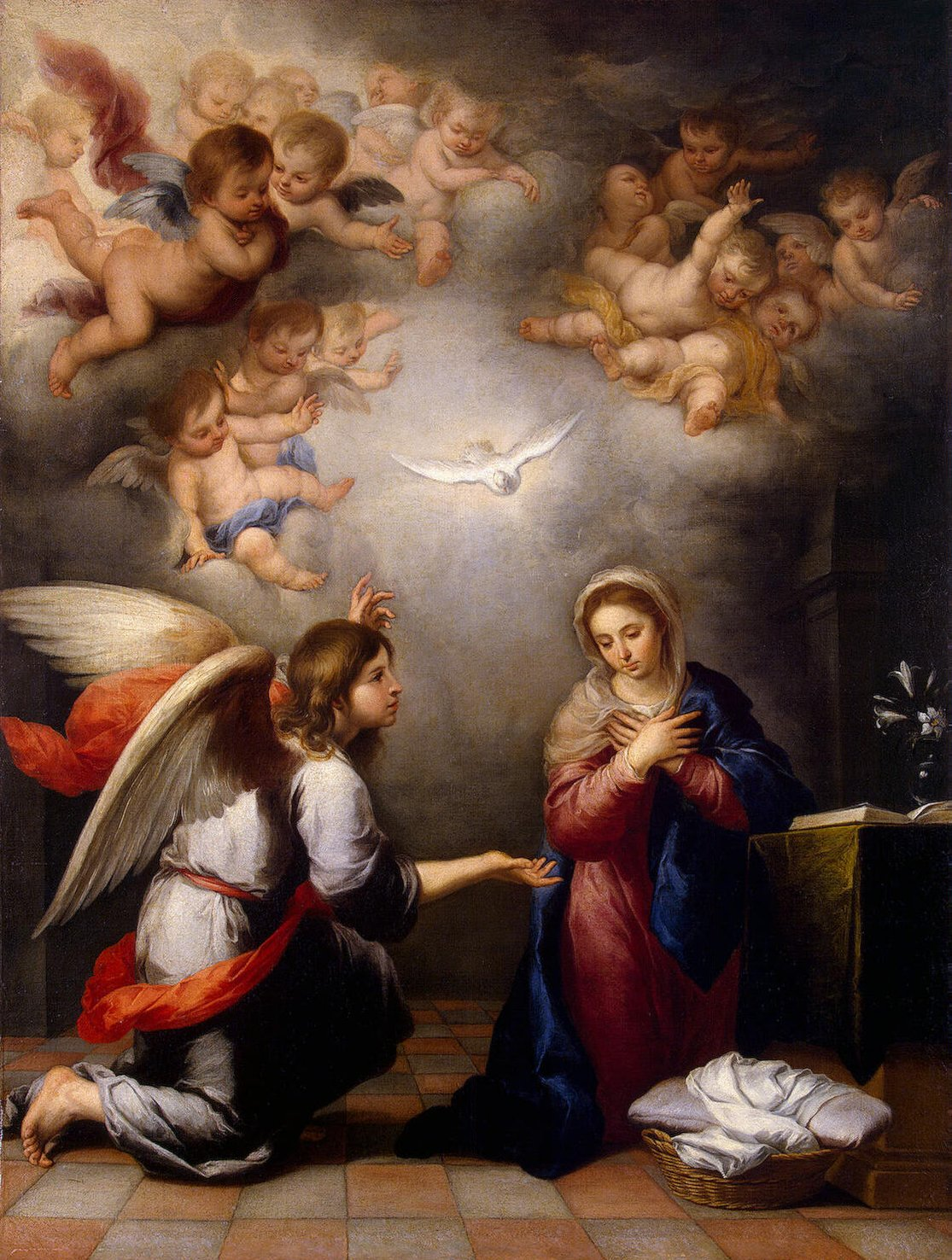
『受胎告知』1655年-1660年頃 エルミタージュ美術館所蔵
『窓辺の二人の女性』1655年-1660年頃 ワシントン・ナショナル・ギャラリー所蔵
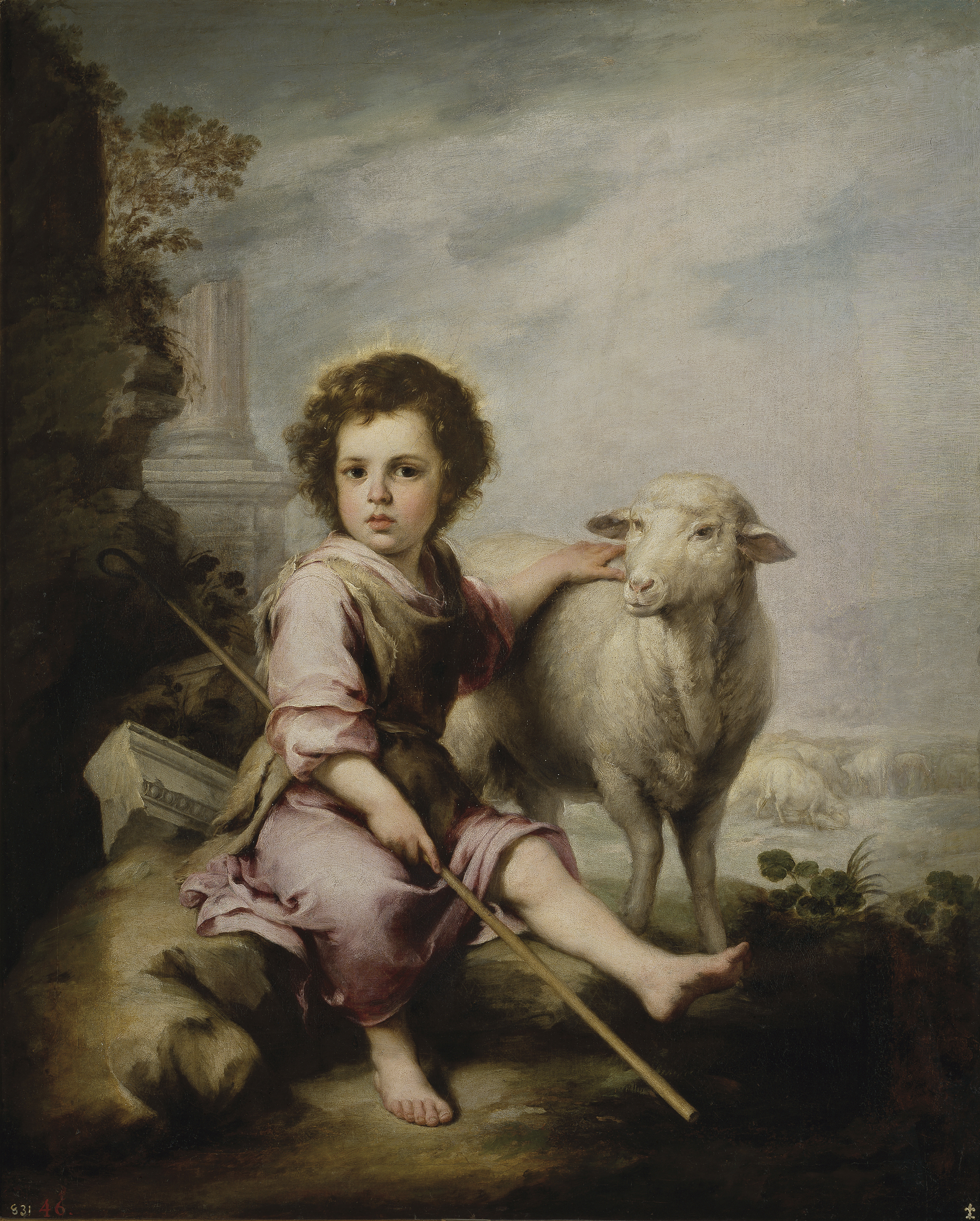
『善き羊飼い』1655年-1660年頃 プラド美術館所蔵
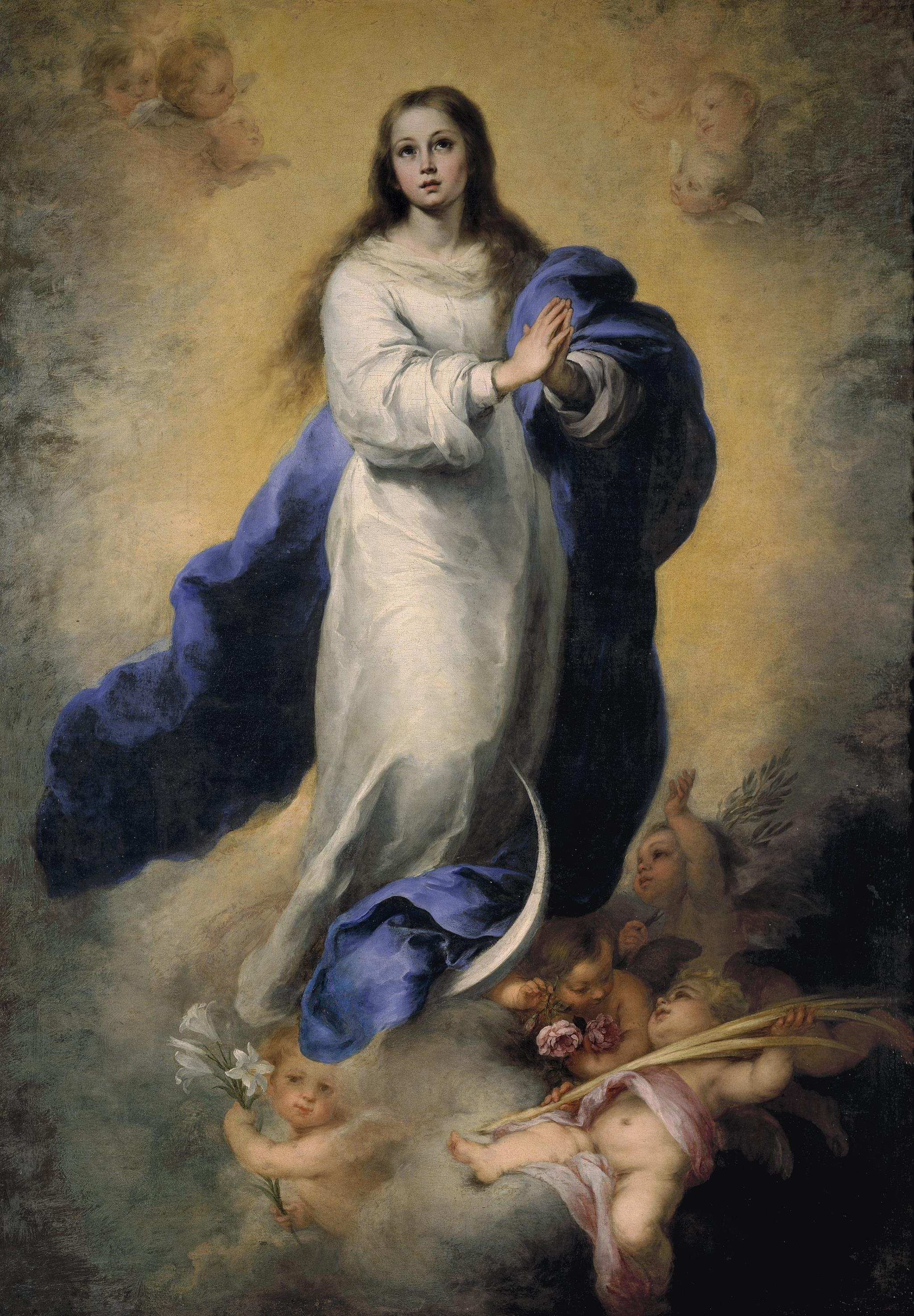
『エル・エスコリアルの無原罪の御宿り』1660年-1665年頃 プラド美術館所蔵
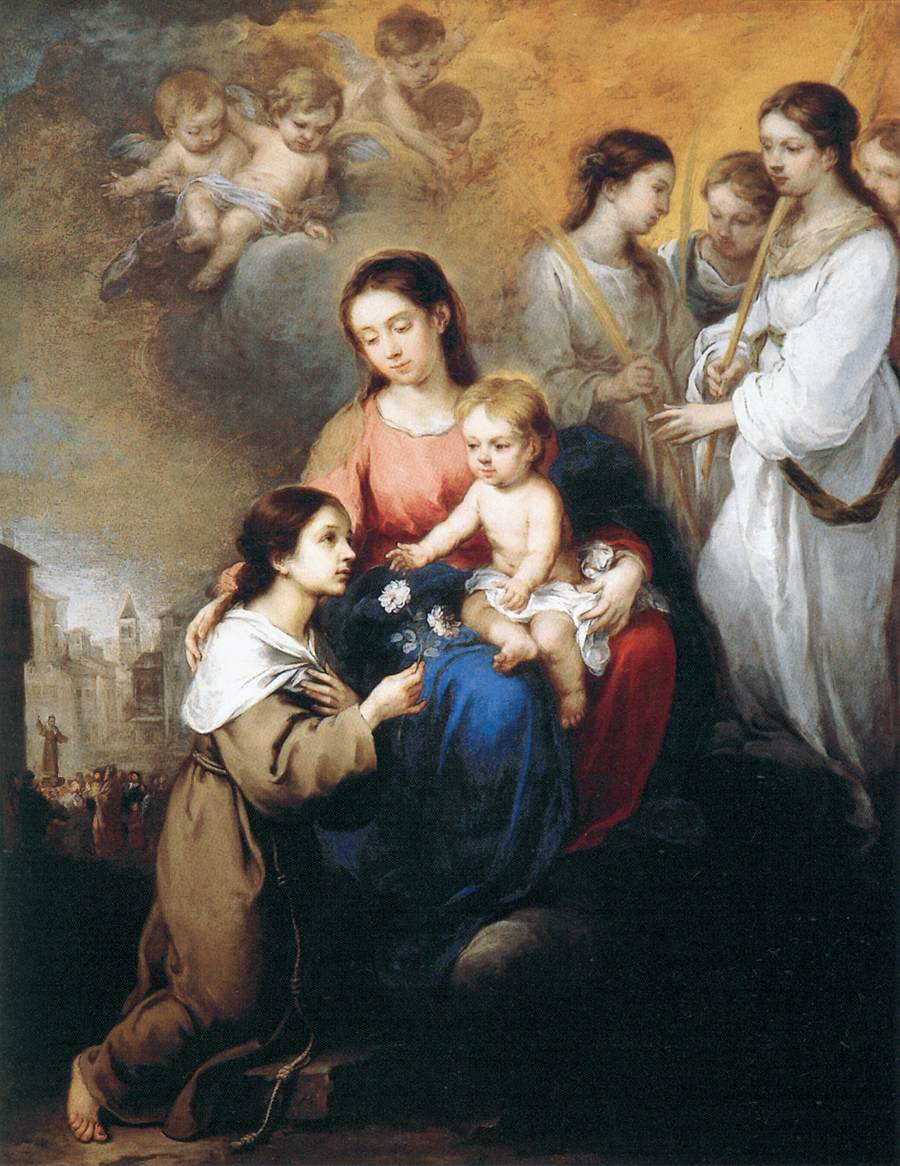
『聖母子とパレルモの聖ロザリア』1670年頃 ティッセン＝ボルネミッサ美術館所蔵
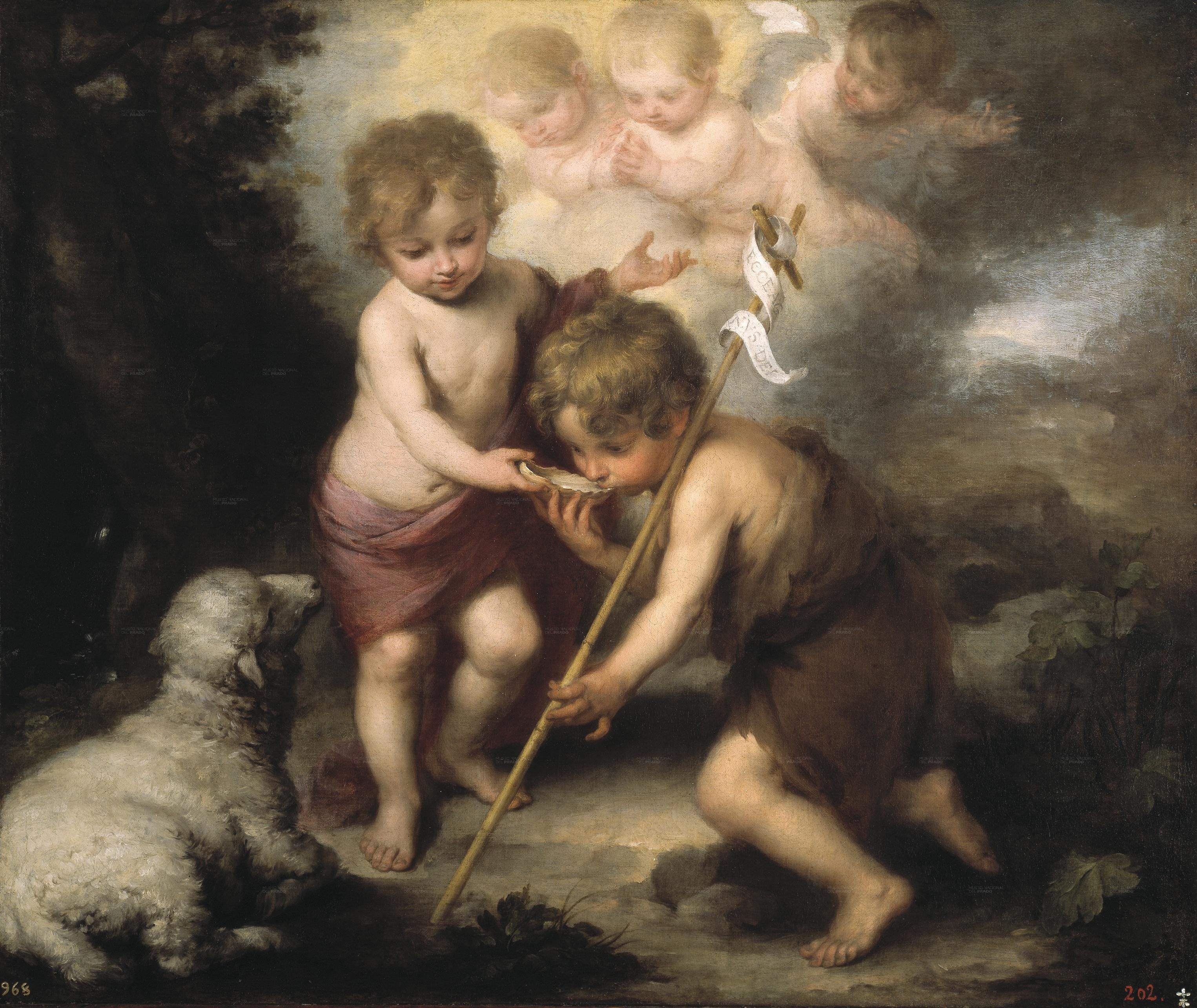
『貝殻の子供たち』1670年-1675年 プラド美術館所蔵
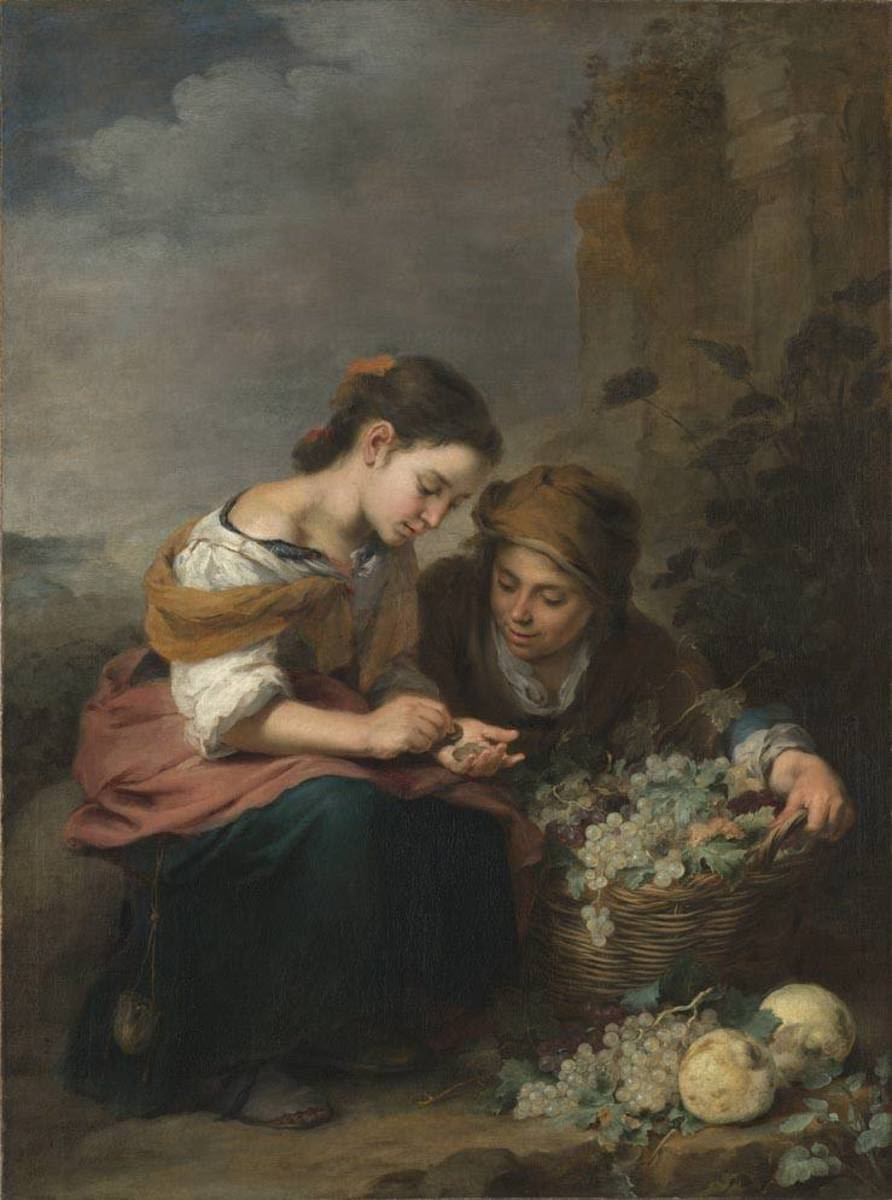
『小さな果物売り』1670年-1675年 アルテ・ピナコテーク所蔵
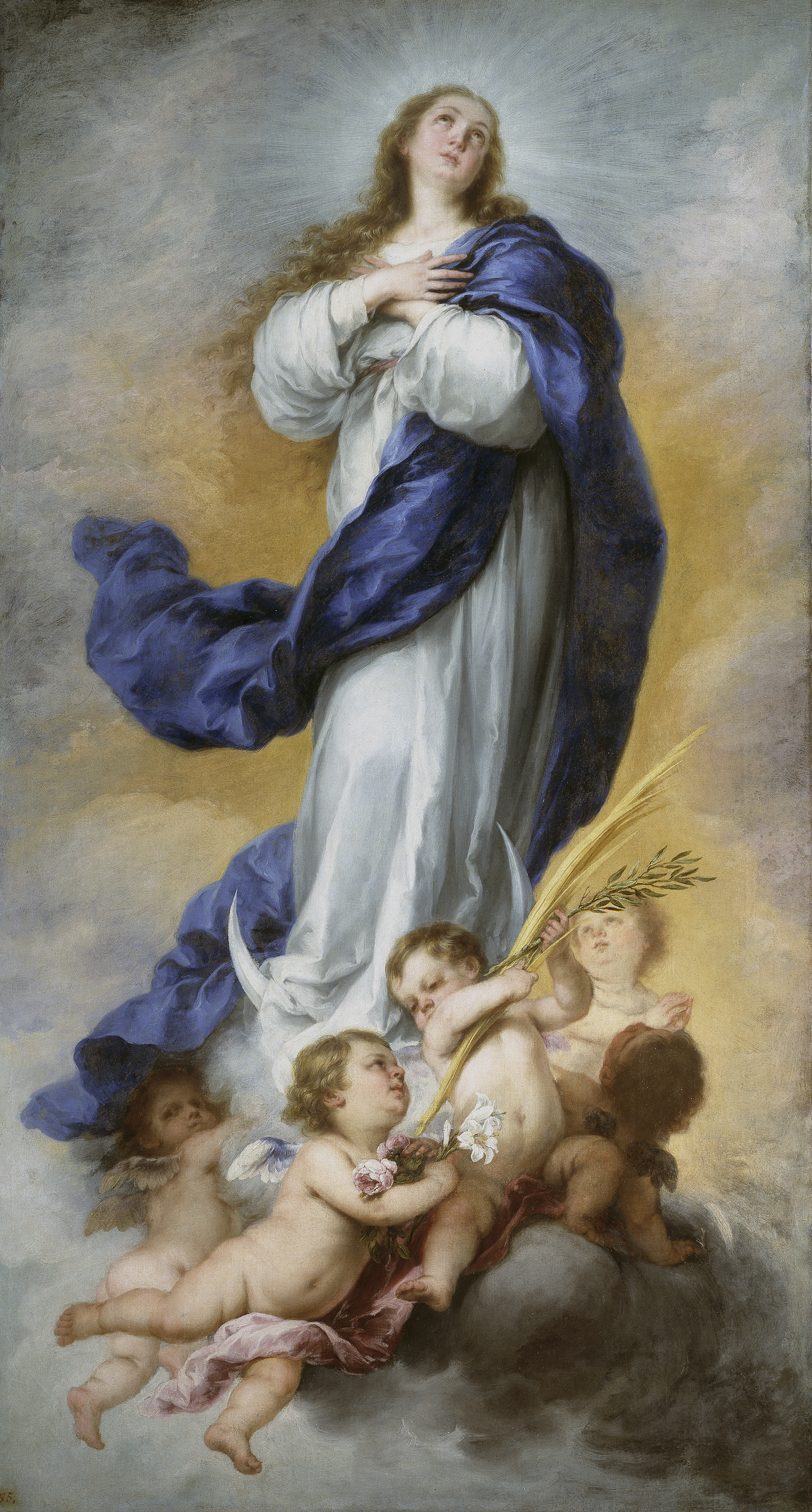
『アランフエスの無原罪の御宿り』1675年頃 プラド美術館所蔵
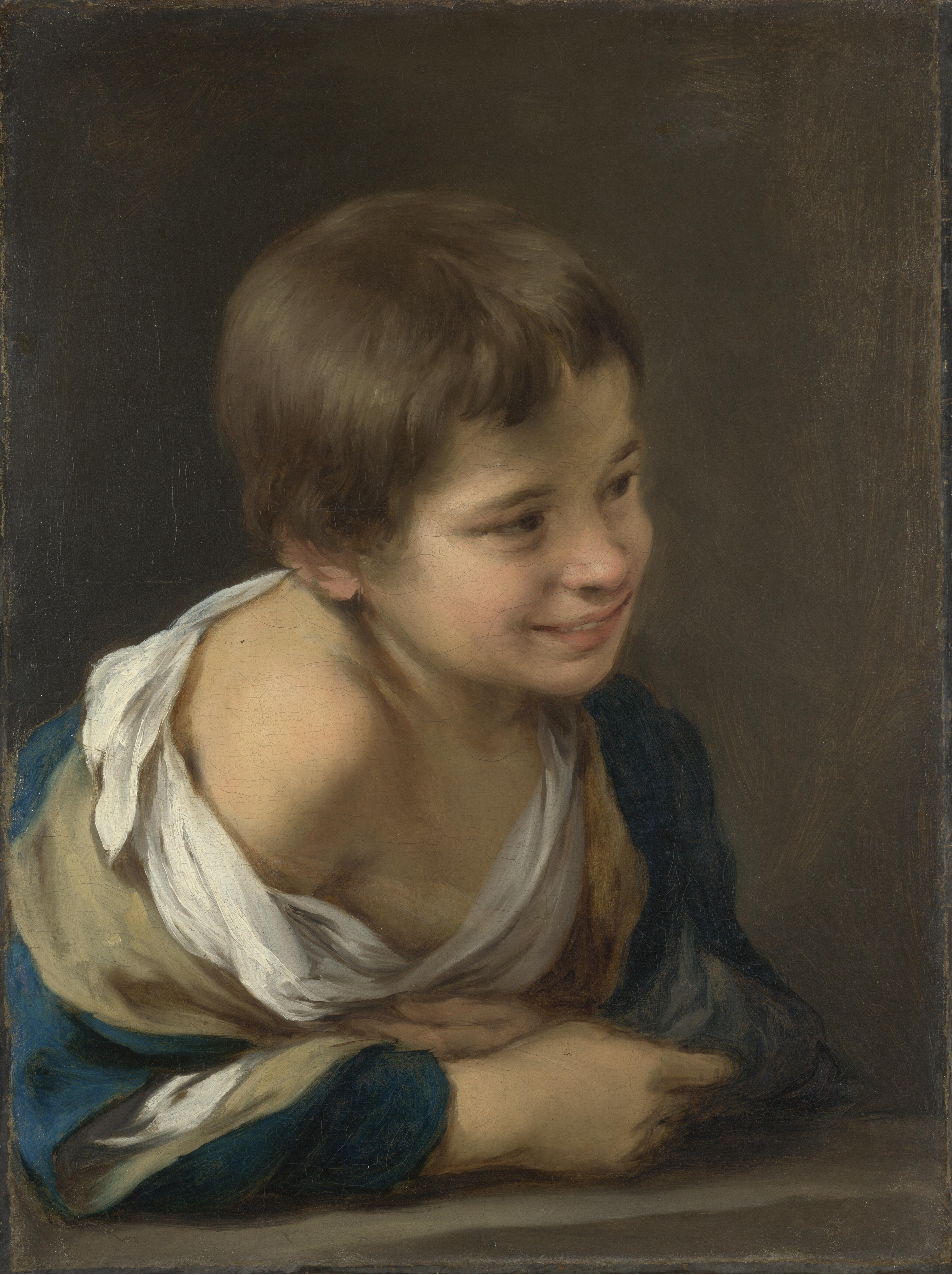
『窓枠に身を乗り出した農民の少年』1675年-1680年 ロンドン・ナショナル・ギャラリー所蔵
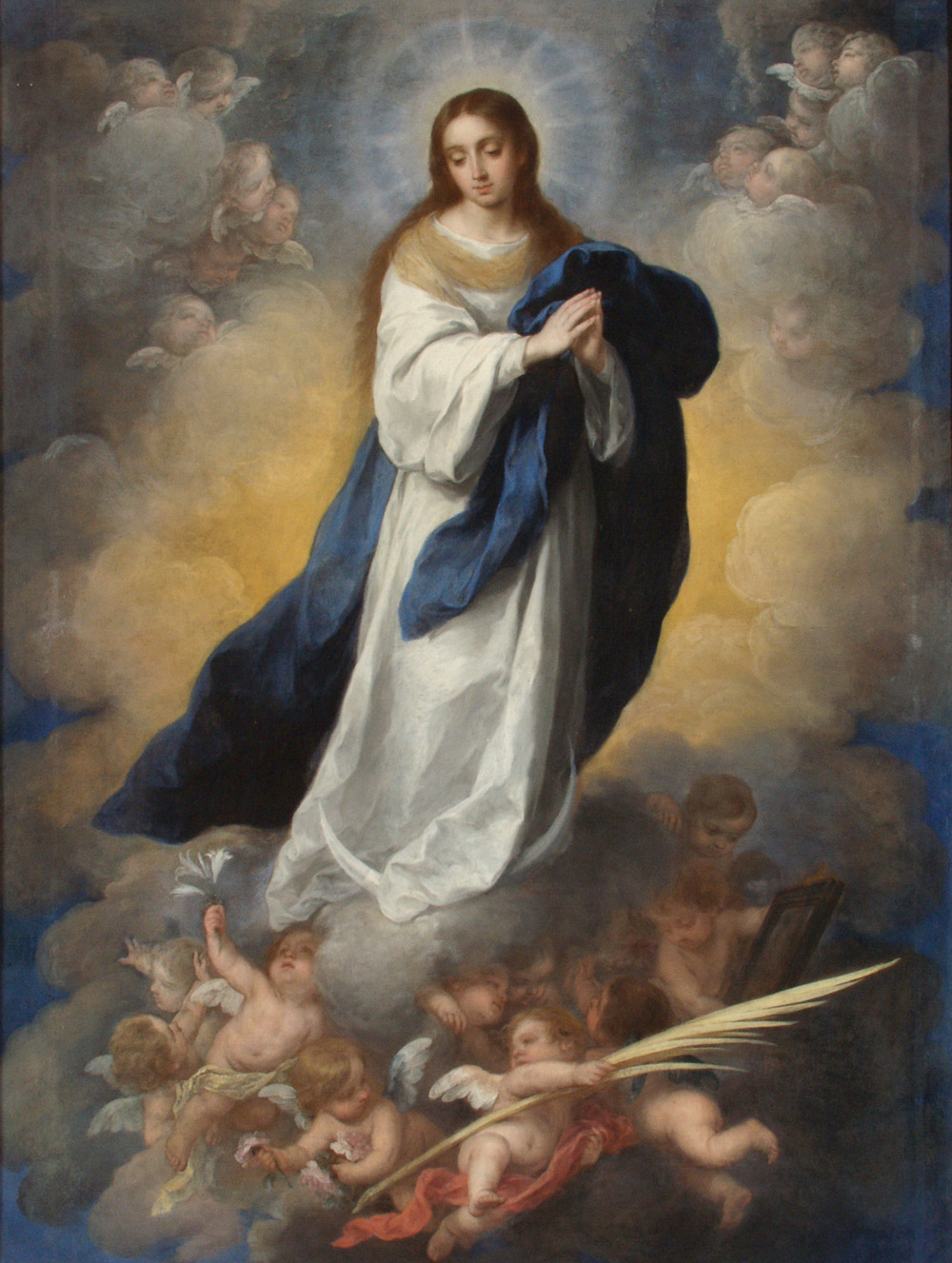
『無原罪の御宿り』1675年-1680年 ポンセ美術館所蔵
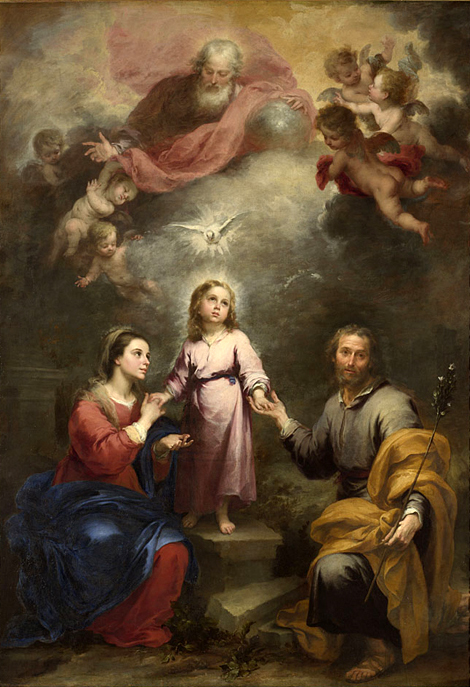
『天上と地上の三位一体』1675年から1682年の間 ロンドン・ナショナル・ギャラリー所蔵